# Blauwkapel
Blauwkapel (52° 07′ N, 5° 09′ L) é uma vila dos Países Baixos, na província de Utrecht. Blauwkapel pertence ao município de De Bilt, e está situada a 3 km, a oeste de Bilthoven.
A área de Blauwkapel, que também inclui as partes periféricas da cidade, bem como a zona rural circundante, tem uma população estimada em 130 habitantes.